# Wielhorscy herbu Kierdeja

Kierdeja herb Wielhorskich

 Wielhorscy herbu Kierdeja  – polski ród szlachecki  herbu Kierdeja, wywodzący się od wołyńskich bojarów. Rodzina pierwszy raz wzmiankowana w 1525 w Metryce Wołyńskiej. Jedna z linii rodu otrzymała 22 lutego 1787 w Wiedniu tytuł hrabiowski, potwierdzony 30 listopada 1849 w Cesarstwie Rosyjskim. 10 kwietnia 1853 jeden z odłamów rodu został adoptowany do herbu przez rosyjskich hrabiów Matiuszkinów, gałąź ta wymarła w 1855.

## Przedstawiciele rodu
- Aleksander  Wielhorski – wojski  łucki  (1630).
- Franciszek Wielhorski – kanonik katedry chełmskiej (1650)
- Michał Wielhorski – podkomorzy włodzimierski (1675)
- Jan Kazimierz Wielhorski – podkomorzy włodzimierski (zm. 1695)
- Wacław Wielhorski – podkomorzy włodzimierski, kasztelan  wołyński (1704)
- Feliks Ignacy Wielhorski – starosta bracławski  (zm. 1737)
- Jerzy Wincenty Wielhorski (1755–1809) – pisarz polny litewski (1783–1790), konsyliarz konfederacji generalnej koronnej w konfederacji targowickiej,  starosta kamieniecki,  senator Imperium Rosyjskiego, szambelan królewski.
- Michał Wielhorski(1730–1794)- kuchmistrz wielki litewski, oboźny wielki koronny, starosta kamieniecki, pisarz polityczny.
- Michał Wielhorski (1755-1805) – hrabia, generał lejtnant wojsk litewskich, brygadier w armii polskiej (1789), generał lejtnant (1792)
- Józef Wielhorski (1759–1817) – generał dywizji armii Księstwa Warszawskiego, senator.
- Michał Wielhorski (1787–1856) – hrabia, wiolonczelista,kompozytor, mistrz ceremonii na dworze rosyjskim, kawaler orderu św. Aleksandra Newskiego.
- Mateusz Wielhorski (1794–1866) – muzyk, wiolonczelista.